# Association Sportive de Saint-Étienne 1984-1985
Questa voce raccoglie le informazioni riguardanti l'Associaton Sportive de Saint-Étienne nelle competizioni ufficiali della stagione 1984-1985.

## Stagione
Nel corso del girone di ritorno del campionato il Saint-Étienne, fino ad allora rimasto nelle posizioni di media classifica a causa di una partenza deludente, inanellò una serie di dieci vittorie consecutive più altri sei incontri di fila senza perdere che gli permisero di agganciare il primo posto, utile per la promozione diretta in massima serie. A causa di una sconfitta con il Montpellier alla penultima giornata, i Verts furono ricacciati indietro dal Nizza, vedendosi costretti a disputare i play-off in cui uscirono alle semifinali contro il Rennes.
In Coppa di Francia i Verts furono in grado di tenere testa ad alcune squadre della divisione superiore come il Tours e il Lens, venendo eliminato ai quarti di finale dal Lilla.

## Maglie e sponsor
Lo sponsor tecnico per la stagione 1984-1985 è Duarig mentre lo sponsor ufficiale è Cake Rocher.
| Manica sinistra · Manica sinistra · Maglietta · Maglietta · Manica destra · Manica destra · Pantaloncini · Calzettoni |

## Rosa
| N. |                    | Ruolo | Calciatore            |
| -- | ------------------ | ----- | --------------------- |
|    | Francia (bandiera) | P     | Jean Castaneda        |
|    | Camerun (bandiera) | D     | Xavier Bru            |
|    | Francia (bandiera) | D     | Éric Clavelloux       |
|    | Francia (bandiera) | D     | Patrice Ferri         |
|    | Francia (bandiera) | D     | Didier Gilles         |
|    | Francia (bandiera) | D     | Alain Moizan          |
|    | Francia (bandiera) | D     | Jean-Philippe Primard |
|    | Francia (bandiera) | D     | Bernard Simondi       |
|    | Francia (bandiera) | C     | Guy Clavelloux        |
|    | Francia (bandiera) | C     | Jean-François Daniel  |
|    | Polonia (bandiera) | C     | Janusz Kupcewicz      |

| N. |                     | Ruolo | Calciatore       |
| -- | ------------------- | ----- | ---------------- |
|    | Francia (bandiera)  | C     | Thierry Oleksiak |
|    | Francia (bandiera)  | C     | Gilles Peycelon  |
|    | Francia (bandiera)  | C     | Jean-Luc Ribar   |
|    | Francia (bandiera)  | C     | Robert Sab       |
|    | Francia (bandiera)  | A     | Éric Bellus      |
|    | Francia (bandiera)  | A     | Daniel Cangini   |
|    | Francia (bandiera)  | A     | Patrick Chillet  |
|    | Paraguay (bandiera) | A     | Carlos Diarte    |
|    | Camerun (bandiera)  | A     | Roger Milla      |
|    | Francia (bandiera)  | A     | Daniel Sanchez   |

## Risultati

### Division 2

#### Play-off
| Semifinale | Rennes | 2 – 0 | Saint-Étienne |  |

### Coppa di Francia
| Settimo turno | Abbaye Grenoble | 0 – 6 | Saint-Étienne |  |

| Trentaduesimi di finale | Saint-Étienne | 1 – 0 | Tours |  |

| Sedicesimi di finale - Andata | Nizza | 1 – 2 | Saint-Étienne |  |

| Sedicesimi di finale - Ritorno | Saint-Étienne | 4 – 1 | Nizza |  |

| Ottavi di finale - Andata | Lens | 1 – 1 | Saint-Étienne |  |

| Ottavi di finale - Ritorno | Saint-Étienne | 2 – 1 | Lens |  |

| Quarti di finale - Andata | Saint-Étienne | 1 – 0 | Lilla |  |

| Quarti di finale - Ritorno | Lilla | 2 – 0 | Saint-Étienne |  |

## Statistiche

### Andamento in campionato
| Giornata  | 1 | 2 | 3 | 4  | 5  | 6  | 7  | 8  | 9  | 10 | 11 | 12 | 13 | 14 | 15 | 16 | 17 | 18 | 19 | 20 | 21 | 22 | 23 | 24 | 25 | 26 | 27 | 28 | 29 | 30 | 31 | 32 | 33 | 34 |
| --------- | - | - | - | -- | -- | -- | -- | -- | -- | -- | -- | -- | -- | -- | -- | -- | -- | -- | -- | -- | -- | -- | -- | -- | -- | -- | -- | -- | -- | -- | -- | -- | -- | -- |
| Luogo     | T | C | T | C  | T  | C  | T  | C  | T  | C  | T  | C  | T  | C  | T  | T  | C  | C  | T  | C  | T  | C  | T  | C  | T  | C  | T  | T  | C  | T  | C  | C  | T  | C  |
| Risultato | N | V | P | P  | P  | V  | N  | N  | N  | V  | P  | V  | N  | V  | P  | N  | V  | V  | V  | V  | V  | V  | V  | V  | V  | V  | N  | V  | V  | N  | V  | V  | P  | V  |
| Posizione | 7 | 7 | 8 | 13 | 15 | 13 | 13 | 15 | 13 | 9  | 12 | 9  | 8  | 7  | 10 | 10 | 7  | 6  | 5  | 5  | 3  | 2  | 2  | 2  | 2  | 2  | 2  | 2  | 2  | 2  | 1  | 1  | 2  | 2  |

Fonte:  La saison 1984-1985 de l'AS Saint-Étienne, su asse-stats.com.
Legenda:

Luogo: C = Casa; T = Trasferta. Risultato: V = Vittoria; N = Pareggio; P = Sconfitta.